# Rafiga Chabanova
Rafiga Makhmoudovna Chabanova (en azéri : Rəfiqə Mahmud qızı Şabanova, en russe : Рафига́ Махму́довна Шаба́нова), née le 31 octobre 1943 à Bakou (RSS d'Azerbaïdjan) est une handballeuse azerbaïdjanaise. Avec l'URSS, elle est championne olympique en 1976.

## Carrière
En club, elle fait toute sa carrière avec le Spartak / FST / Avtomobilist Bakou. Elle subit la domination du Spartak Kiev sur la scène nationale, terminant régulièrement à la deuxième (1970-1974, 1976-1977) ou troisième (1965, 1978, 1980, 1982-1984) place du Championnat d'URSS. Elle remporte également la Coupe de l'IHF (C3) en 1983 (de).
Lors de la saison 1984-1985, elle évolue pour le Spartak Kiev avec lequel elle remporte la Coupe des clubs champions et le Championnat d'URSS.
En 1976, elle est membre de l'équipe soviétique qui remporte le premier titre olympique féminin en handball.

## Palmarès

### En club
- Coupe des clubs champions (C1)
  - Vainqueur (1) en 1985 (avec le Spartak Kiev)
- Coupe de l'IHF (C3)
  - Vainqueur (1) en 1983 (de) (avec Bakou)
- Championnat d'URSS
  - Vainqueur (1) en 1985 (avec le Spartak Kiev)
  - Deuxième en 1970, 1971, 1972, 1973, 1974, 1976 et 1977 (avec Bakou)
  - Troisième en 1965, 1978, 1980, 1982, 1983 et 1984 (avec Bakou)

### En équipe nationale
- Médaille d'or aux Jeux olympiques 1976 à Montréal